# Cordillera del Piuchén
La cordillera del Piuchén, Piuchué o de San Pedro es una cordillera en el oeste de la Isla Grande de Chiloé, en el sur de Chile. Se ubica junto a la costa del océano Pacífico y forma parte de la cordillera de la Costa.  Se emplaza entre el canal de Chacao y el lago Cucao, que la separa de la cordillera de Pirulil, y se extiende por 60 km de largo, con una anchura de 25 km. Alcanza los 893 m s. n. m. en las Tetas de Metalqui.

## Geología
La cordillera se configura como un importante bloque tectónico, de macizos amesetados y estructurados en rocas metamórficas que datan del Paleozoico. Está conformado por superficies de erosión inclinadas hacia el oeste, hacia el Pacífico, cruzadas por una red de cursos de agua que desembocan principalmente en el Pacífico, como el Chepu (cuya cuenca es la más grande de la isla), el Abtao y el Cipresal, entre otros; por su parte, el Gamboa, el Bravo y otros más pequeños desembocan en el mar interior. Las cabeceras hidrográficas más altas de la cordillera del Piuchén, superiores a los 700 m de altura, alojaron glaciares. El sobreexcavamiento glacial en la zona produjo un estrangulamiento de la depresión intermedia, por lo que la cordillera de la Costa conforma casi todo el ancho de la isla de Chiloé. Hacia su vertiente costera, el terreno es rocoso e indentado debido a la acción erosiva directa del mar en las laderas de la cordillera.

## Medio ambiente
En la época colonial los alerzales, bosques de alerce (Fitzroya cupressoides), fueron intensamente explotados para obtener tablas que se pagaban como tributo a los encomenderos y eran una de las principales exportaciones de la provincia así como moneda en la economía interna. Desde la década de 1980, la mayor parte de la cordillera del Piuchén se encuentra protegida dentro del Parque nacional Chiloé y sus alerzales fueron declarados Monumento Nacional en la categoría "Santuario de la Naturaleza".